# Coccidomyces
Coccidomyces är ett släkte av svampar. Coccidomyces ingår i klassen Saccharomycetes, divisionen sporsäcksvampar och riket svampar.
|              | Saccharomycetales                          |
|              |                                            |
|              | Selenotila                                 |
|              |                                            |
|              | Selenozyma                                 |
|              |                                            |
|              | Oosporidium                                |
|              |                                            |
| Coccidomyces | \| \| Coccidomyces pierantonii \| \| \| \| |
|              | \| \| Coccidomyces pierantonii \| \| \| \| |
|              | Oscarbrefeldia                             |
|              |                                            |
|              | Conidiascus                                |
|              |                                            |
|              | Coccidomyces pierantonii                   |
|              |                                            |

|  | Coccidomyces pierantonii |
|  |                          |